# Frans Fischer
Frans Fischer (Schaarbeek, 7 januari 1875 - 25 november 1949), voluit François Guillaume Edouard Fischer, was een Belgisch socialistisch politicus die tijdens de Tweede Wereldoorlog gevangen zat in het concentratiekamp Breendonk en hierover een boek schreef. 

## Levensloop
Fischer was journalist van beroep en redacteur van het socialistisch dagblad Le Peuple. Hij werd gemeenteraadslid van Schaarbeek in 1907 en schepen van Openbare Werken van 1912 tot 1947. Hij maakte zich onder meer verdienstelijk door het bouwen van een aantal nieuwe scholen. 
In 1919 werd hij verkozen tot volksvertegenwoordiger voor de POB in het arrondissement Brussel. Hij vervulde dit mandaat tot aan zijn dood. Van 1925 tot 1944 was hij quaestor van de Kamer en in 1944-1945 was hij ondervoorzitter. Hij werd ook voorzitter van de Brusselse federatie van de partij.
Voor de Tweede Wereldoorlog werd Frans Fischer vrijmetselaar in de loge Union et Progrès, behorende tot het Grootoosten.
In de zomer van 1941 werd Fischer opgepakt door de Duitse bezetters en opgesloten in het Fort van Breendonk. Hij kwam op 9 september van dat jaar vrij.
In 1945 werd Frans Fischer benoemd tot Minister van Staat.
Na zijn dood werd de gemeentelijke technische school van Schaarbeek naar hem vernoemd. 

## Publicaties
- Le militarisme, Brussel, 1902
- Pourquoi tuer l'université française?, in: Le Peuple, 1922
- Bruxelles d'autrefois, Brussel, Labor, 1941
- De Hel van Breendonk , Brussel, Labor, 1944
- L'enfer de Breendonck. Souvenirs vécus, Brussel, Labor, 1944
- Ecrit sur le sable. Cinquante ans de journalisme, Brussel, 1947.